# حسینیه گازرگاه
حسینیه گازرگاه مربوط به اواخر دوره زند -اوایل دوره قاجار است و در یزد، محله گازرگاه، کوچه کربلایی اکرمی واقع شده و این اثر در تاریخ ۲۲ مرداد ۱۳۸۴ با شمارهٔ ثبت ۱۳۰۳۶ به‌عنوان یکی از آثار ملی ایران به ثبت رسیده است.